# Potorous tridactylus
Potorous tridactylus là một loài động vật có vú trong họ Potoroidae, bộ Hai răng cửa. Loài này được Kerr mô tả năm 1792.

## Hình ảnh

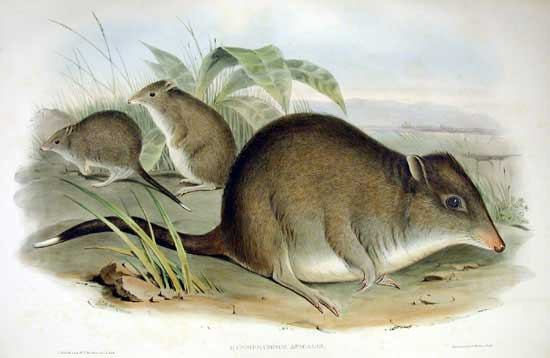
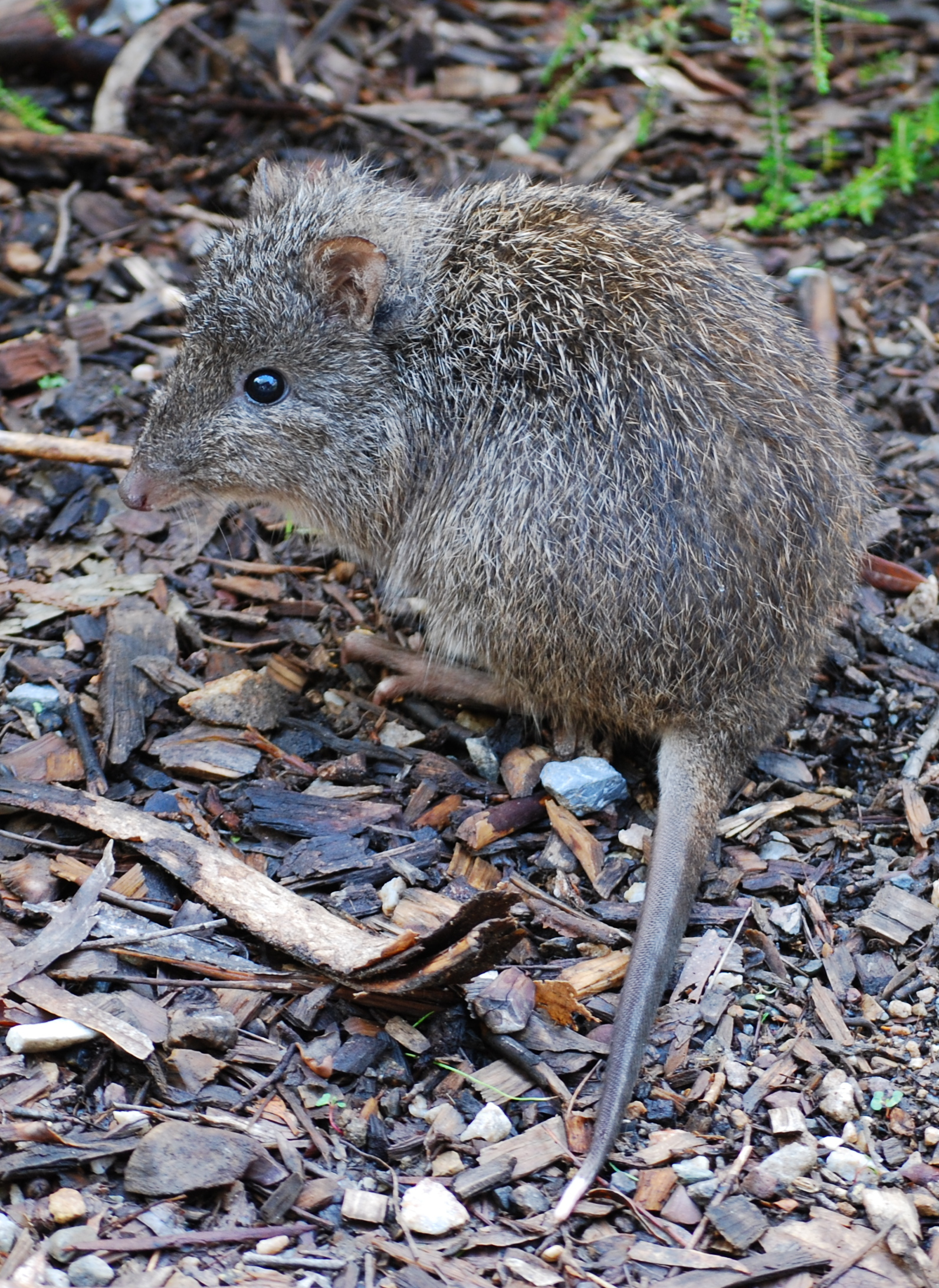
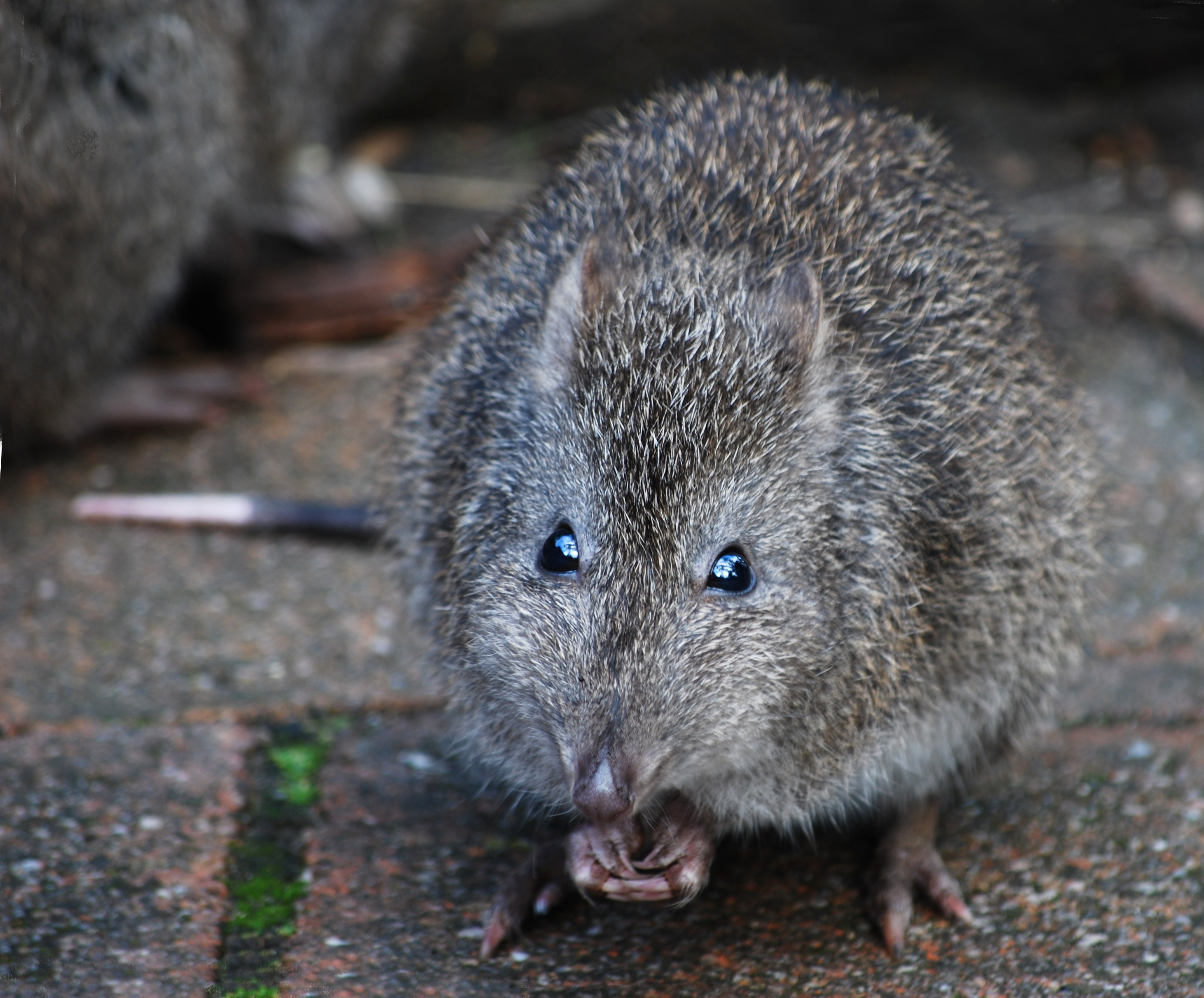
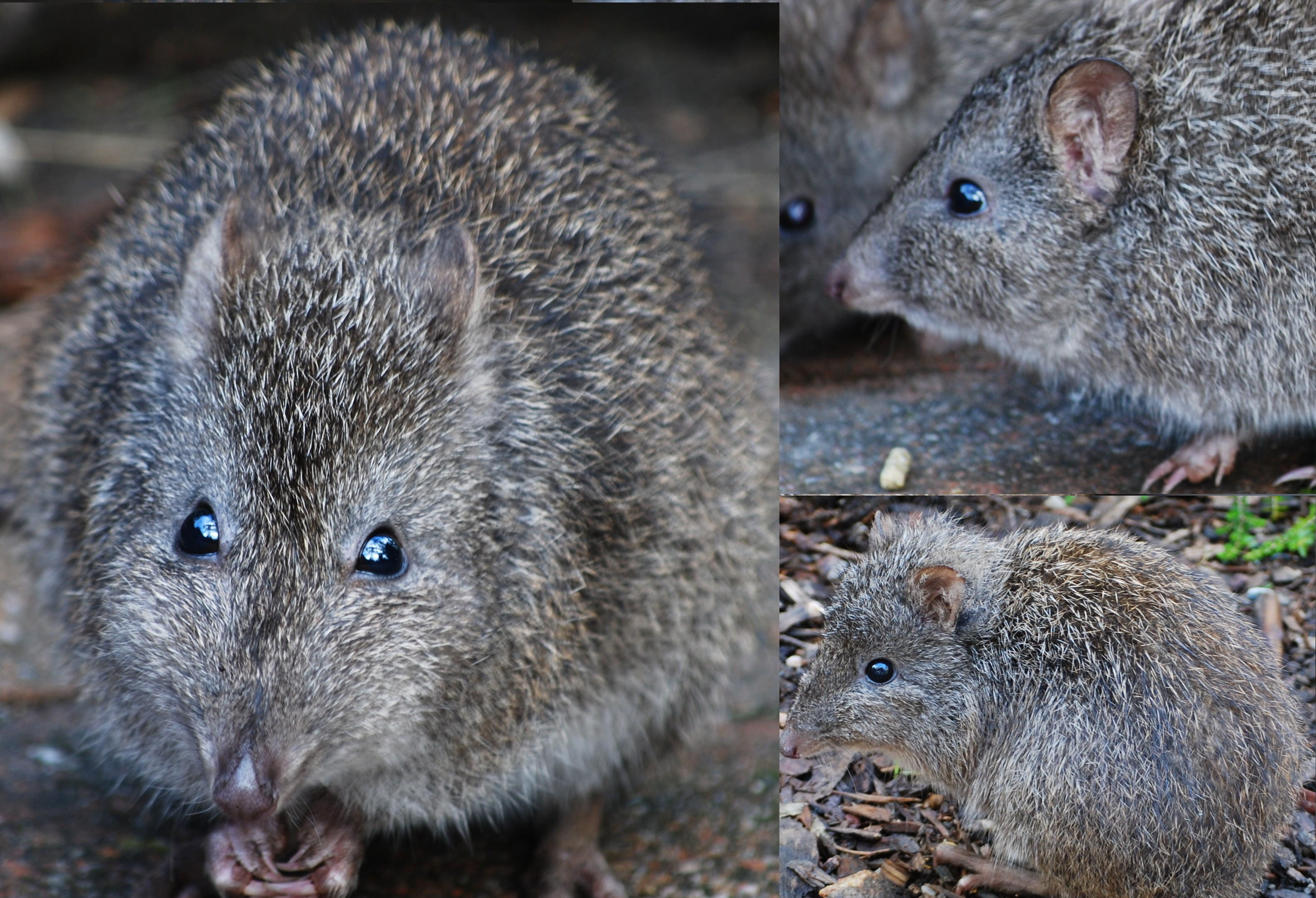